# Kadmos – Tyrann von Theben
Kadmos – Tyrann von Theben (Originaltitel: Arrivano i titani) ist eine italienische, auf Elementen der griechischen Mythologie basierende, Abenteuerkomödie, die Duccio Tessari 1962 inszenierte. Deutsche Erstaufführung war am 5. April 1963.

## Handlung
Zeus befreit Crios, einen Titanen, aus der Unterwelt, um den Gottkönig Kadmos, der sich selbst gekrönt hat, bekämpfen zu können. Am Hofe verfällt Crios der Prinzessin Antiope, die von Kadmos gefangen gehalten wird; denn das Orakel sagt ihm den Tod voraus, solle Antiope sich verlieben. Ausgestattet mit Plutos Tarnhelm – extra um diesen zu stehlen ging er in die Unterwelt zurück – macht sich Crios an die Befreiung; Antiope jedoch ist unterdes auf eine Insel verbracht worden und wird von der Medusa bewacht. Trotzdem kann Crios, allerdings unter schweren Verwundungen, sie befreien; eine Freiheit von kurzer Dauer. Zeus beschließt, auch die anderen Titanen loszuschicken, die mit Naturgewalten verbündet, den Palast von Kadmos erstürmen, ihn selbst töten, und Antiope befreien können.

## Kritik
„Eine Persiflage, die mit mäßigem Erfolg etwas zu parodieren versucht, was an sich selbst schon Parodie ist.“

Das Lexikon des Internationalen Films sieht im Film „eine vergnügliche Persiflage auf die Antikfilme der Cinecittà“.